# クルト・マズア

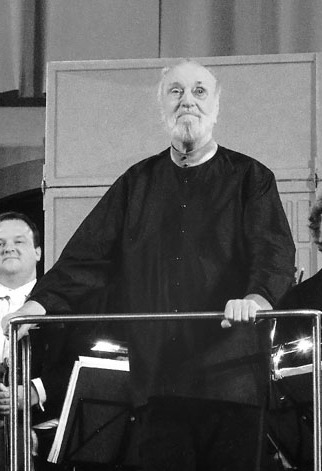

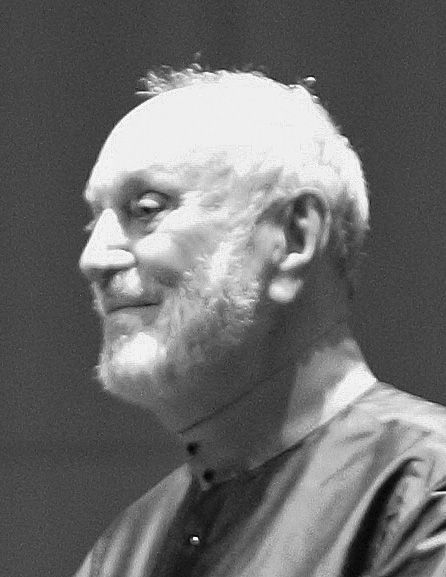

クルト・マズア（Kurt Masur, [kʊɐt maˈzʊɐ], 1927年7月18日 - 2015年12月19日）は、ドイツの指揮者。東ドイツで建国期から活動し、ドイツ再統一後は国際的に活動の場を広げた。

## 人物・来歴

### 幼少期から学生時代
1927年7月18日、ドイツ東部（旧ドイツ東部領土）シュレージエン地方のブリーク（現在のポーランド・オポーレ県ブジェク）に生まれる。
1942年から1944年までブレスラウ（ヴロツワフ）の国民音楽学校でピアノとチェロを学び、さらに1946年から1948年までライプツィヒ音楽院に在籍して指揮、ピアノ、作曲を学んだ。なお、この時代に指揮者のハインツ・ボンガルツから大きな影響を受けたとされる。

### キャリア初期
ライプツィヒ音楽院を卒業した1948年からハレ州立歌劇場の練習指揮者を務め、やがて正指揮者となった。1951年にはエルフルト市立歌劇場の第一指揮者に転身し、1953年にはライプツィヒ歌劇場の第一指揮者となった。
1955年から1958年にかけては、恩師であるボンガルツのもとでドレスデン・フィルハーモニー管弦楽団の副指揮者を務め、さらにメクレンブルク国立劇場の音楽総監督に就任した。
1960年には、ヴァルター・フェルゼンシュタインの要請を受けてベルリン・コーミッシェ・オーパーの音楽総監督となり、1964年にはボンガルツの後を継いでドレスデン・フィルハーモニー管弦楽団の指揮者に再就任した。なお、1967年には首席常任指揮者となり、1972年まで務めた。

### ライプツィヒ時代
1970年にライプツィヒ市の楽長とライプツィヒ・ゲヴァントハウス管弦楽団の指揮者に就任した（1996年まで）。
同時期、西ヨーロッパ・アメリカ・旧ソ連の主要オーケストラへ客演指揮も活発に行い、日本でもNHK-FM放送で頻繁に放送された。1979年には、読売日本交響楽団の名誉指揮者に就任、何度も共演を繰り返してきた。また、東ドイツの指揮者としては異例のレコーディング数を誇るとされている。

### ドイツ統一への貢献
ベルリンの壁崩壊につながったとされる1989年10月9日のライプツィヒの月曜デモにおいて、民主化を要求するデモ参加者が7万人に達し、秘密警察と軍隊の銃口が市民に向けられた際、4か月前に起きた天安門事件の二の舞になることを恐れたマズアは東ドイツ当局に対して、市民への武力行使を避け平和的解決を要望するメッセージを発表した。この行動は当時、国際的にも注目を集めた。また、ドイツ再統一後の1994年5月にリヒャルト・フォン・ヴァイツゼッカー大統領が退任した際には、一時ドイツキリスト教民主同盟から大統領候補に擬せられたこともあった。
2009年10月9日、「無血に終わったことは奇跡」と評された月曜デモから20年目にあたるこの日、ライプツィヒのゲヴァントハウスで、その20周年を祝う記念式典が行われた。記念式典には、メルケル首相、ケーラー大統領、ティリッヒ・ザクセン州首相、ユンク・ライプツィヒ市長らが出席し、各要人のスピーチ、そしてマズア指揮ライプツィヒ・ゲヴァントハウス管弦楽団の演奏のもと、ドイツ国歌斉唱に続き、20周年の記念コンサートがおこなわれた。

### ニューヨーク時代から晩年
ドイツ再統一翌年の1991年から2002年まで、ズービン・メータの後を受ける形でニューヨーク・フィルハーモニックの音楽監督を務めた。2000年にロンドン・フィルハーモニー管弦楽団首席指揮者に就任（2007年まで）、2002年4月からはフランス国立管弦楽団の音楽監督（2008年まで）も務めた。この二つの楽団では、退任時にそれぞれ楽団史上初の名誉音楽監督の称号も贈られている。
また、1990年代からライプツィヒにゆかりのあるメンデルスゾーンの作品の研究と普及に努め、荒廃していた住居を再建したほか、1991年にフェリックス・メンデルスゾーン・バルトルディ基金を設立し、メンデルスゾーンの再評価を進めた。
2015年12月19日土曜日、自宅で死去。パーキンソン病による合併症が死因だった。88歳没。

## 他の音楽家との交流
マズアはアメリカ・ツアーを行った際、サンフランシスコ交響楽団のディレクターであったピーター・パストレイチに、音楽監督として指揮者のヘルベルト・ブロムシュテットを推薦した。これは東ドイツ国内のライバルであったブロムシュテットを遠ざけるための策略であると噂されたが、ブロムシュテット自身がこれを否定している。なお、マズアがゲヴァントハウス管弦楽団を辞任した後の1996年、ブロムシュテットはオーケストラ側からカペルマイスターへの就任を打診され、これを引き受けた。

## 家族
私生活では3度の結婚歴があり、1972年には居眠り運転により2番目の妻イルムガルトを含む数人を死亡させた。その後、声楽家の桜井偕子と結婚し、息子ケン＝ダーフィト・マズアをもうけた。現在、ケン・マズアはサンアントニオ交響楽団常任指揮者を務めている。また先妻との娘カロリン・マズアはオペラ歌手として活動した。

## 顕彰歴
東ドイツ時代は、芸術アカデミーの会員であった。
1995年にドイツ政府から大功労十字章、2002年に大功労十字星章、そして2007年には大功労十字星大綬章と3度の功労勲章を授与された。また、フランス政府からは1997年に レジオンドヌール勲章（コマンドール章）を授与されている。また、2008年ドイツ・ボンにてヴィルヘルム・フルトヴェングラー賞を授与された。